# Chefs-d'œuvre du patrimoine oral et immatériel de l'humanité

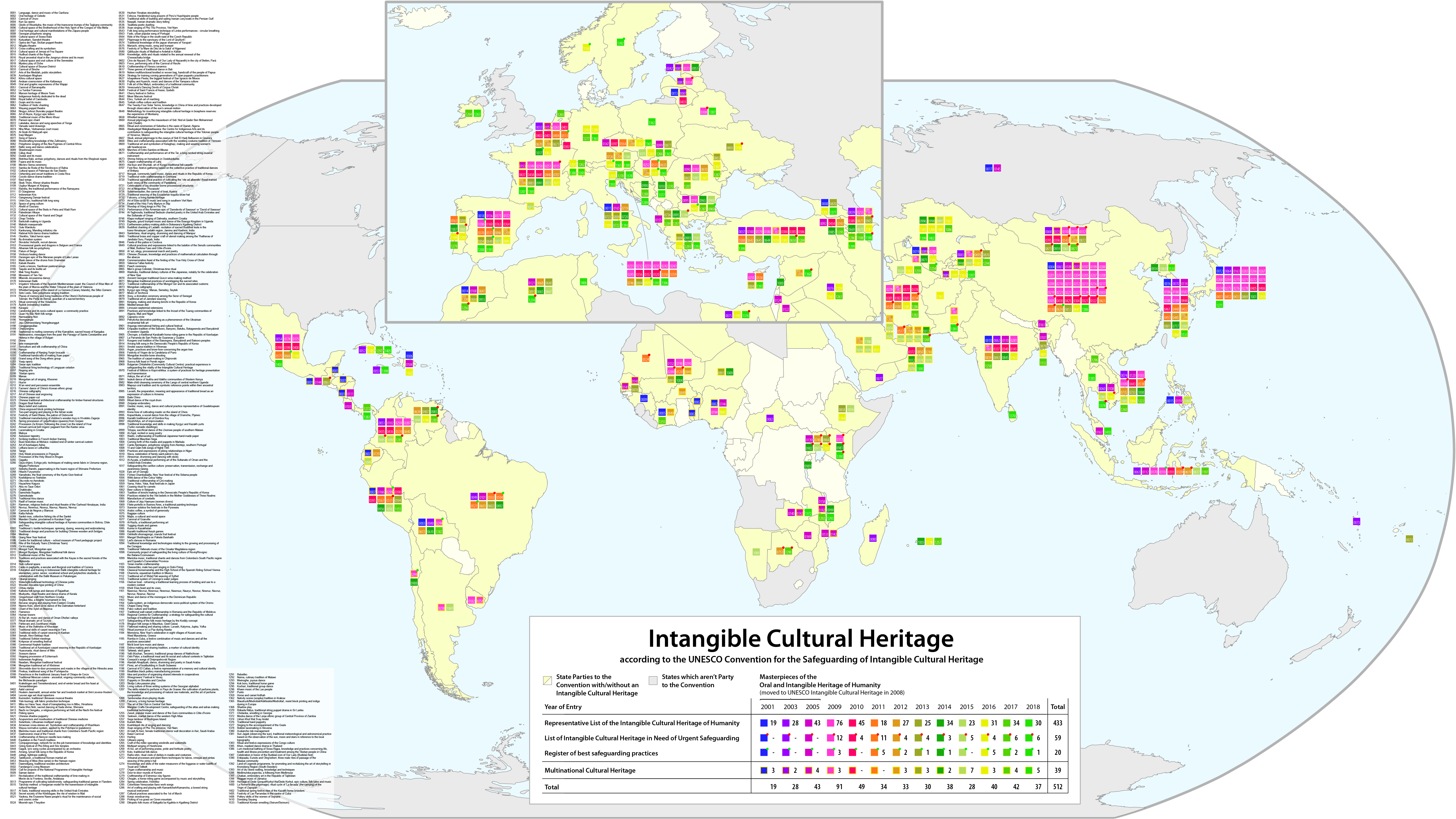
Répartition des chefs-d'œuvre du patrimoine oral et immatériel de l'humanité proclamés par l'Unesco

Les chefs-d'œuvre du patrimoine oral et immatériel de l'humanité sont des pratiques vivantes reconnues comme chefs-d'œuvre par l'Unesco de 2001 à 2005.
Le programme de la "Proclamation des chefs-d'œuvre du patrimoine oral et immatériel de l'humanité" est créé par l'Unesco en 1997, tandis que le règlement relatif à la proclamation des chefs-d'œuvre est adopté en 2008. Cette proclamation avait pour but de sensibiliser aux expressions et pratiques culturels vivantes, et d'encourager les communautés et populations locales qui soutiennent ces formes d'expressions culturelles. Ce titre reconnaissait également la valeur non-matériel de la culture, notamment en entraînant l'engagement des États à promouvoir et sauvegarder leurs chefs-d'œuvre.
À compter de 2001, les proclamations avaient lieu tous les deux ans jusqu'en 2005. Ainsi, jusqu'en 2005, un total de 90 chefs-d'œuvre provenant de 70 pays sont proclamés.
Lorsque la Convention pour la sauvegarde du patrimoine culturel immatériel est adoptée en 2003 et entre en vigueur en 2006, deux listes et un registre sont créés. Dès lors, les chefs-d'œuvre de cette proclamation sont inscrits d'office sur la liste représentative du patrimoine culturel immatériel de l'humanité.

## Contexte
Lorsqu'en 1972 est adopté la Convention du patrimoine mondial, certains États signataires soulignent déjà l'importance du "patrimoine non physique" qui s'appellera plus tard le patrimoine immatériel. En effet, bien que dès 1972 l'Unesco a un programme pour protéger le patrimoine culturel et naturel du monde connu sous la liste du patrimoine mondial, cette liste protège principalement des éléments monumentaux tangibles, c'est-à-dire du patrimoine matériel. Dès lors, le patrimoine culturel immatériel est la réponse de l'Unesco à l'appel à l'unanimité d'élargir son concept de patrimoine culturel en apportant les aspects immatériels.
C'est donc en 1989, lors de la Conférence générale de l'Unesco, qu'est adopté la "Recommandation sur la sauvegarde de la culture traditionnelle et populaire". Puis en 1993 est initié le programme des "Trésors humains vivants" dans le but de créer une liste internationale de trésors humains vivants qui serait gérée par un Comité. Pour autant, ce programme qui émane d'une proposition coréenne n'a pas été retenu, mais il marque la première initiative de l'Unesco à créer une liste internationale pour le patrimoine culturel immatériel (PCI).
C'est ainsi qu'est créé en 1997 le programme de la "Proclamation des chefs-d'œuvre du patrimoine oral et immatériel de l'humanité" qui définit le "patrimoine oral et immatériel" en se basant sur la définition de la culture traditionnelle et populaire (CT&P) de la Recommandation de 1989 qui est alors :

« l'ensemble des créations émanant d'une communauté culturelle fondées sur la tradition, exprimées par un groupe ou par des individus et reconnues comme répondant aux attentes de la communauté en tant qu'expression de l'identité culturelle et sociale de celle-ci, les normes et valeurs se transmettant oralement, par l'imitation ou par d'autres manières. Ses formes comprennent, entre autres, la langues, la littérature, la musique, la danse, les jeux, la mythologie, les rites, les coutumes, l'artisanat, l'architecture et d'autres arts. »

Ce programme avait pour but « [...] d'encourager les gouvernements, les ONG et les communautés locales à entreprendre des actions d'identification, de préservation et de mise en valeur de leur patrimoine oral et immatériel […] ». Cependant, à la suite d'une série de réunions d'experts et de discussions internationales entre 1999 et 2003, une révision de la définition du PCI est établie. En découle alors les fondements de la Convention de 2003.

## Proclamation des chefs-d'œuvre du patrimoine oral et immatériel de l'humanité
À partir de 2001, le nouveau programme commence à identifier diverses formes de patrimoine immatériel dans le monde entier pour la sauvegarde par une proclamation. En vertu de cette loi, les gouvernements nationaux adhérents à la Convention de l'Unesco, connu sous le nom de États membres, sont chacun autorisés à soumettre un dossier de candidature unique, en plus de candidatures multinationales, du patrimoine culturel immatériel qui se produisent au sein de leurs territoires.
Les candidatures sont ensuite évaluées par un panel d'experts du patrimoine immatériel, également spécialisés des organisations non-gouvernementales, et sont en outre examinés par un jury, dont les 18 membres ont déjà été sélectionnés par le Directeur général de l'Unesco,. Un ensemble de critères a été créé pour aider à l'évaluation des candidatures. Les candidatures devaient démontrer que les expressions et espaces culturels proposés :
- ont une valeur exceptionnelle en tant que chefs-d’œuvre du génie créateur humain ;
- sont manifestement enracinés dans la tradition culturelle ou l’histoire culturelle de la communauté concernée ;
- sont un moyen d’affirmer l’identité culturelle des communautés culturelles concernées ;
- témoignent de l’excellence de la mise en œuvre d’un savoir-faire et des qualités techniques déployées ;
- ont valeur de témoignage unique sur des traditions culturelles vivantes ;
- sont menacés de dégradation ou de disparition.

En outre, les candidats devaient être en conformité avec les idéaux de l'Unesco, en particulier, avec la Déclaration universelle des droits de l'homme. Les propositions de candidature devaient également fournir une preuve de la pleine participation et l'accord des communautés locales, et inclure un plan d'action pour la sauvegarde ou la promotion des espaces ou des expressions culturelles concernées, qui auraient été élaborés en étroite collaboration avec les détenteurs de la tradition.
Grâce au processus de mise en candidature, les États membres étaient encouragés à dresser un inventaire de leur patrimoine immatériel, à la sensibilisation et à la protection de ces "trésors".
Les trois proclamation de 2001, 2003 et 2005 ont désigné un total de 90 éléments de patrimoine immatériel dans le monde comme étant des chefs-d'œuvre du patrimoine oral et immatériel de l'humanité :
| Proclamation | Date de proclamation | Président du Jury                    | Nombre de candidatures reçues | Nombre de chefs-d'œuvre proclamés | Source |
| ------------ | -------------------- | ------------------------------------ | ----------------------------- | --------------------------------- | ------ |
| 1er          | 18 mai 2001          | Juan Goytisolo (Espagne)             | 32                            | 19                                | [ 2 ]  |
| 2e           | 7 novembre 2003      | Juan Goytisolo (Espagne)             | 56                            | 28                                | [ 3 ]  |
| 3e           | 25 novembre 2005     | Princess Basma Bint Talal (Jordanie) | 64                            | 43                                | [ 4 ]  |

## Statut actuel
Face au nombre croissant de dossiers de candidature de chefs-d'œuvre, proclamés seulement tous les deux ans par l'Unesco, marquait la réussite de la sensibilisation à la protection du PCI mené par l'Unesco. Cet objectif atteint et le nombre croissant d'États membres conduit à l'adoption de la Convention de 2003 pour la sauvegarde du patrimoine culturel immatériel. L'instrument normatif a été conçu pour compléter le patrimoine mondial de 1972. En suivant l'exemple de la Convention du patrimoine mondial et de sa Liste du patrimoine mondial, l'Unesco a créé la Liste représentative du patrimoine culturel immatériel de l'humanité, remplaçant ainsi le programme de la "Proclamation des chefs-d'œuvre du patrimoine oral et immatériel de l'humanité" par la Convention pour la sauvegarde du patrimoine culturel immatériel qui est entrée en vigueur en 2006. Les 90 chefs-d'œuvre précédemment proclamés se sont alors vus être appelés "éléments". Ces derniers ont été les premières à intégrer cette nouvelle liste.
Le processus d'inscription d'un élément à la liste suit des étapes similaires à celle de la Proclamation. L'ancien rôle du jury a été supplanté par un nouvel organe appelé le Comité intergouvernemental pour la sauvegarde du patrimoine culturel immatériel.
En outre, l'Unesco a établi un programme distinct pour l'identification des éléments de la Liste du patrimoine immatériel nécessitant une sauvegarde urgente, mettant ainsi en évidence les éléments à risque, qui malgré les efforts de la communauté locale pour les préserver et les protéger pourraient disparaitre sans sauvegarde immédiate.